# Rašínové z Rýzmburka

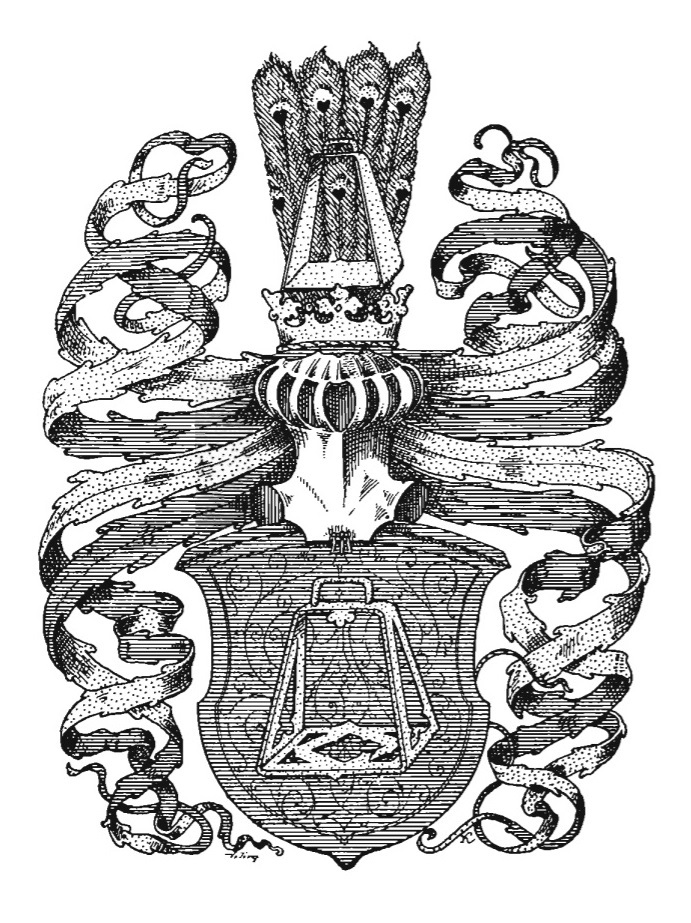
Erb Rašínů z Rýzmburka

Rašínové z Rýzmburka byli starý český vladycký rod, který později povýšil do panského stavu. Přídomek odvozovali od hradu Rýzmburk na Náchodsku.

## Historie
První zmínky o členech rodiny se objevují na konci 14. století, kdy se spojili s králem, aby bojovali proti panské jednotě. Jan působil jako krajský hejtman, jeho syn Petr sloužil od roku 1536 jako maršálek královského dvora. Drželi statky ve východních Čechách, např. Doubravany, Domousnice či Bošín.
Koncem 16. století se rozdělili do tří větví, jedna vymírá zemským soudcem a hejtmanem Josefem Ignácem, který prohospodařil svá panství.
Jaroslav Sezima zdědil malý majetek, vstoupil do služeb Jana Rudolfa Trčky. Po porážce stavovského povstání se s ním nadále přátelil, odešel za ním do emigrace, vrátil se zpět se saským vojskem. Účastnil se tajného vyjednávání Švédů s Albrechtem z Valdštejna, po jehož zavraždění musel vypovídat před císařskou komisí. Poté, co o něm řekl, že to byl zrádce, dostal jako odměnu od císaře chotěbořské panství. V roce 1638 povýšil do panského stavu, avšak tentýž rok zemřel. Byl krutý ke svým poddaným. Podle pověstí musel za trest každou noc jezdit po Chotěboři v kočáře taženém trojspřežím ohnivých vraníků a strašit obyvatele. Nakonec mu někdo uťal hlavu a přízrak konečně zmizel. Po jeho smrti se vlastníkem chotěbořského panství stal jeho syn Rudolf Karel Rašín. I ten však byl ke svým poddaným krutý a vedl s městem řadu sporů.
Další linie se vystěhovaly z vlasti, poslední zmínky o členech rodu pocházejí z konce 18. století.

### Exil
Dne 31. července 1627 Ferdinand II. Štýrský svým rekatolizačním mandátem nařídil, že nekatoličtí stavové musí opustit zemi nebo konvertovat ke katolictví. Jen v tomto roce se ze země vystěhovalo 185 šlechtických rodin. Exulanty přijímalo už od roku 1622 saské kurfiřtství. V roce 1640 a 1641 byli v Žitavě v seznamech exulantů Anna Rašínová z Rýzmburka (Raschin, Raschinin), manželka Jindřicha Rašína, se svým bratrem.

## Erb
Ve znaku nosili zlatý třmen v modrém štítu. Při povýšení se ocitl uprostřed čtvrceného znaku.

## Příbuzenstvo
Spojili se s Kolovraty, Valdštejny, Vrabskými z Vrabí, Dohalskými, Sobětickými či Záruby z Hustířan.